# Joeropsis unidentata
Joeropsis unidentata är en kräftdjursart som beskrevs av Kensley, Ortiz och Marilyn Schotte 1997. Joeropsis unidentata ingår i släktet Joeropsis och familjen Joeropsididae. Inga underarter finns listade i Catalogue of Life.